# Pandiaka heterochiton
Pandiaka heterochiton är en amarantväxtart som först beskrevs av Lopr., och fick sitt nu gällande namn av Charles Baron Clarke. Pandiaka heterochiton ingår i släktet Pandiaka och familjen amarantväxter. Inga underarter finns listade i Catalogue of Life.